# Санефьор
Са̀ннефюр (на норвежки: Sandefjord) е град и едноименна община в южна Норвегия. Разположен е на брега на Северно море във фиорда Oslofjord (Ушлофюр), фюлке (област) Вестфол (Vestfold) на около 100 km южно от столицата Осло (произнася се Ушло или Ушлу). Получава статут на община на 1 януари 1838 г. Има жп гара и пристанище. Население от 42 333 жители според данни от преброяването към 1 януари 2008 г.

## Личности
Родени
- Карин Фосум (р. 1954), норвежка поетеса и писателка
- Анита Хегерланд (р. 1961), норвежка поппевица
- Еспен Санберг (р. 1971), норвежки кинорежисьор
- Юахим Рьонинг (р. 1972), норвежки кинорежисьор

Други
- Норвежкият полярен изследовател Карл Антон Ларсен (1860 – 1924) е погребан в Саннефюр

## Спорт
Представителният футболен отбор на града носи името Саннефюр Футбал. Играл е в най-горните две нива на норвежкия футбол.